# التنظيم والبيئة

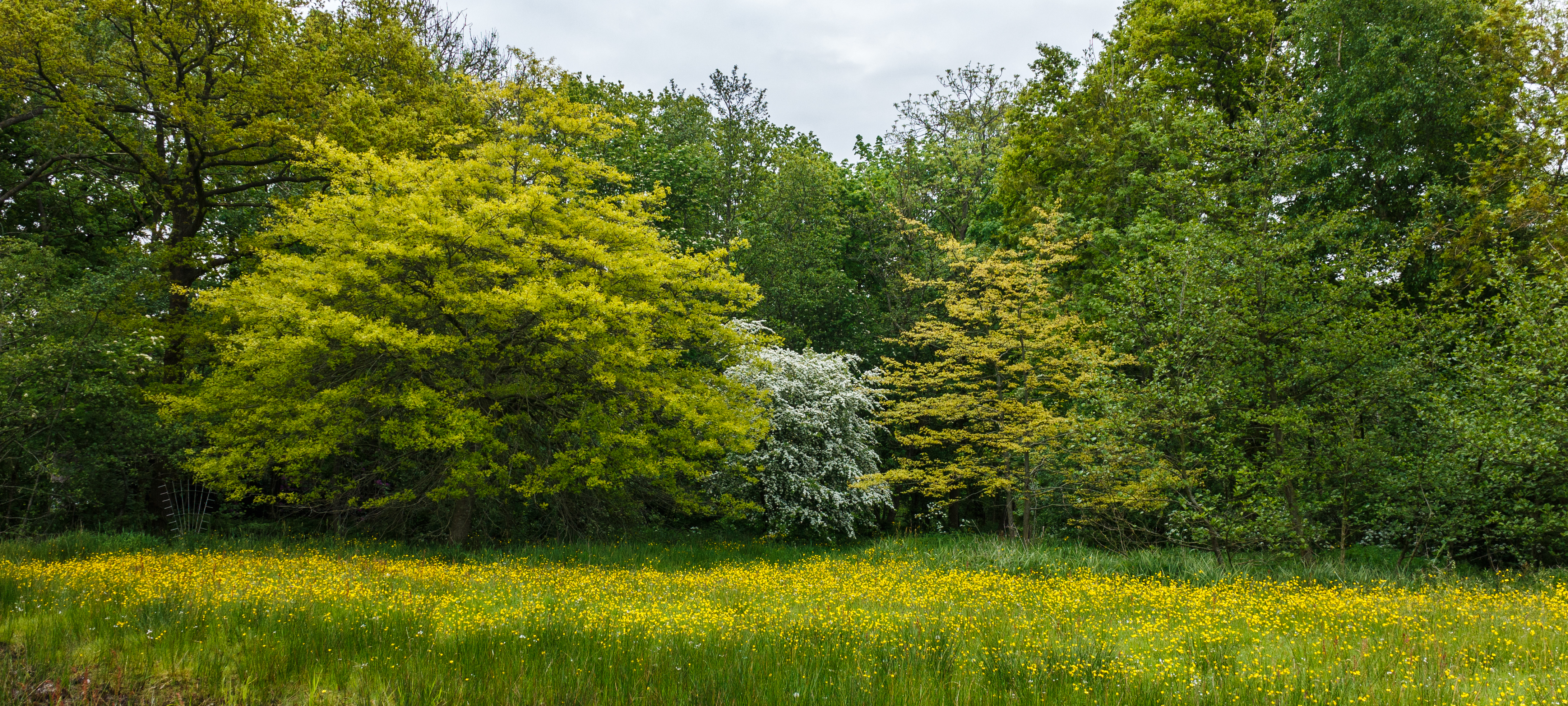

التنظيم والبيئة (O&E) هي مجلة أكاديمية تخضع لمراجعة الأقران وتغطي مجالات "الإدارة والمنظمات والاستدامة البيئية". ورئيس التحرير الحالي هو مايكل روسو (جامعة أوريغون). في السابق كان ماوريتسيو زولو (جامعة بوكوني). تأسست المجلة عام 1987 وتنشرها دار سيج للنشر؛ وهي مرتبطة بمجموعة أبحاث المنظمات والبيئة الطبيعية (جرون).

## التلخيص والفهرسة
يتلخص التنظيم والبيئة وفهرسته في سكوبس وفهرس الاقتباس في العلوم الاجتماعية. وفي عام 2022، كان عامل التأثير للمجلة 5,3.

## التاريخ
اتخذت المجلة اتجاهًا متعدد التخصصات، تحت إدارة المحرر المشارك المؤسس جون إم جيرمير وعدد من المحررين ، حيث استضافت مجموعة متنوعة من وجهات النظر بما في ذلك نظرية التنظيم النقدي وعلم البيئة الراديكالية. كان التعاون بين أعضاء قسم التنظيم والبيئة الطبيعية في أكاديمية الإدارة وقسم البيئة والتكنولوجيا في المؤسسة الأمريكية لعلم الاجتماع في قلب إطار عمل المجلة. خلال هذه الفترة، أصبح O&E منفذًا بارزًا في علم اجتماع البيئة، حيث نشر مقالات من مفكرين بيئيين معروفين ومشهورين عالميًا والعلماء الشباب الذين أصبحوا فيما بعد قادة في علم الاجتماع البيئي. لعبت المجلة دورًا مهمًا في زيادة تأثير علم الاجتماع البيئي ضمن التخصص الأكبر، وبحلول عام 2011، نما عامل تأثيرها لينافس عامل تأثير المجلات المتميزة ذات الاهتمام العام مثل المشكلات الاجتماعية والقوى الاجتماعية.

## المحررون
الأسماء التالية اشتركوا في تحرير المجلة:
- بول شريفاستافا (المحرر المشارك المؤسس، جامعة كونكورديا)[6]
- جون إم جيرمير (المحرر المشارك المؤسس، جامعة جنوب فلوريدا)، 1997-2012[7][8]
- جون بيلامي فوستر (جامعة أوريغون)، 1996-2001[9]
- ريتشارد يورك (جامعة أوريغون)، 2006-2012[10]
- ج. ألبرتو أراغون كوريا (جامعة غرناطة)، 2012-2016
- مارك ستاريك (جامعة ولاية سان فرانسيسكو)، 2012-2016
- ماوريتسيو زولو (جامعة بوكوني)، 2016-2019
- مايك روسو (جامعة أوريغون)، 2020 - إلى الوقت الحاضر

## الانتقال التحريري
أصبح ألبرتو أراغون كوريا ومارك ستاريك محررين لمجلة التنظيم والبيئة في 1 ديسمبرسنة 2012 . تتمثل المهمة البحثية للمجلة حاليًا نشر "أبحاث دقيقة ومؤثرة عند تقاطع الإدارة والمنظمات والاستدامة البيئية". ارتفع عامل التأثير منذ ذلك الحين، وتوسعت الطلبات المقدمة، وأصبحت المجلة أكثر انتقائية.

## النقد
انتقد الانتقال التحريري الذي حصل في ديسمبر 2012 بشدة من قبل أعضاء مجلس التحرير (السابقين حالياً) في المنظمة والبيئة باعتباره "انقلابًا تحريريًا" من جانب سيج وجرونين. نقل احدهم بانهُ اتخذ قرار الانتقال التحريري ونفذ بواسطة سيج بشكل مستقل عن المحررين/هيئة التحرير، دون علمهم المسبق أو قبولهم. وأشار النقاد إلى أن هذه ليست المرة الأولى التي يتم فيها توجيه اتهامات من هذا النوع إلى سيج. في عام 2009، اتهم علماء السياسة رئيس تحرير مجلة "النظرية السياسية" باستبداله بطريقة أستبدادية وغير عادلة. في هذه الحالة السابقة، اضطر سيج إلى الاعتذار، معترفًا بأن "أيا كان" مافعلوا "حصل دون استشارة العلماء في هيئة تحرير المجلة". وفي بيان نُشر في أكتوبر 2012، استقال 25 عضوًا من هيئة تحرير O&E احتجاجًا على الانتقال.